# Helicia obtusata
Helicia obtusata är en tvåhjärtbladig växtart som beskrevs av Herman Otto Sleumer. Helicia obtusata ingår i släktet Helicia och familjen Proteaceae. Inga underarter finns listade i Catalogue of Life.